# Comm
유닉스에서 comm 명령어는 일반적이고 뚜렷한 문자열들을 위해서 두 개의 파일들을 비교하기 위해서 사용되는 유틸리티이다. Comm은 POSIX 표준 안에서 지정된다. 이는 1980년 중반부터 후반까지 유닉스 계통 시스템에서 폭넓게 사용되고 있다.

## 사용법
comm은 텍스트의 문자열들에는 상관없이 두 파일들을 입력물로서 읽는다.comm은 하나의 파일을 출력하는데, 이는 세 개의 열들을 포함한다. 첫 번째 두 열들은 첫 번째와 두 번째 파일과 같은 문자열들을 각각 포함한다. 마지막 열은 두 개의 파일들에 일반적인 문자열들을 포함한다. 이는 기능적으로 diff와 비슷하다.
열들은 일반적으로 <tab> 문자에 의해서 구분된다. 만약 입력되는 파일들이 구분자 문자로 시작되는 문자열들을 포함한다면 출력되는 열들은 모호하게 될 수도 있다.
효율성을 위해서 comm의 표준 실행은 두 개의 입력된 파일들이 같은 문자열 콜래이션 순서로 정열되기를 기대한다. sort 명령어는 이러한 목적으로 사용될 수 있다.
comm 알리고리즘은 현재 장소의 콜래이션 순서를 사용한다. 만약 파일 안의 문자열들이 현재 장소에 따라서 둘이 서로 순서가 맞지 않는다면, 그 결과는 정의될 수 없다.

## 리턴 코드
diff와는 달리, comm로부터의 리턴 코드는 두 개의 파일들의 관계를 고려한, 어떠한 논리적인 중요성도 갖지 않는다. 0이라는 리턴코드는 성공을 의미하고, >0이라는 리턴 코드는 실행 중에 발생한 에러를 나타낸다.

## 예시
```
$ 
cat
 
foo

apple

banana

eggplant

$ 
cat
 
bar

apple

banana

banana

zucchini

$ 
comm
 
foo
 
bar

                  apple

                  banana

          banana

eggplant

          zucchini

```

이는 두 개의 파일이 하나의 바나나를 갖고 있으나 오직 bar만이 두 번째 바나나를 갖고 있음을 보여준다.
출력되는 파일은 다음과 같은 특징을 갖는다. 열이 앞선 탭 문자의 순자에 의해서 해석됨을 주의하라. \t은 탭 문자를 나타내고 \n은 뉴라인(이스케이프_시퀀스)를 나타낸다.
|   | 0  | 1  | 2 | 3 | 4 | 5 | 6 | 7  | 8  | 9  |
| - | -- | -- | - | - | - | - | - | -- | -- | -- |
| 0 | \t | \t | a | p | p | l | e | \n |    |    |
| 1 | \t | \t | b | a | n | a | n | a  | \n |    |
| 2 | \t | b  | a | n | a | n | a | \n |    |    |
| 3 | e  | g  | g | p | l | a | n | t  | \n |    |
| 4 | \t | z  | u | c | c | h | i | n  | i  | \n |

## diff와의 비교
In general terms, diff is a more powerful utility than comm. The simpler comm is best suited for use in scripts.
일반적인 관점에서 diff은 comm보다 훨씬 강력한 유틸리티이다. 더 단순한 comm은 스크립트 안의 사용에 최적이다.
comm와 diff 사이의 중요한 차이점은 comm가 분류하기 이전의 문자열 순서에 대한 정보를 폐기한다는 것이다.
comm와 diff의 사이의 사소한 차이점은 comm이 두 개의 파일들 사이의 "변화된" 문자열을 표시하려고 하지 않는다는 점이다; 문자열이 "file #1로부터", "file #2로부터", 이나 "두 개 파일" 열들 안에 표시될 수 있다. 비록 그 차이가 미묘할지라도 두 개의 문자열들이 다르게 구분되기를 바란다면 이는 유용할 수 있다.

## 다른 옵션들
comm은 세 개의 열 중 아무거나 억누를 수 있는 옵션들을 갖는다. 이는 스크립팅하는데 있어서 유용하다.
표준 입력물로부터 하나의 파일(두 개의 파일은 아님)을 읽는 옵션이 있다.

## 한계
다음 출력어가 쓰여지기 전까지 문자열을 비교하는 동안, 전체 입력어까지는 각각의 입력된 파일들로부터 반드시 버퍼링되어야 한다.
어떤 실행들은 만약 시스템 메모리가 충분하다면 문자열 길이에 제약을 가하지 않는 readlinebuffer() 기능으로 문자열을 읽는다.
다른 실행들은 fgets() 기능으로 문자열들을 읽는다. 이 기능은 고정된 버퍼를 필요로 한다. 이러한 실행들에 있어서, 버퍼는 종종 POSIX macro LINE_MAX에 따라서 크기가 주어진다.

## 같이 보기
- diff
- cmp -- 문자열 지향적인 파일 비교
- cut -- 열 지향적인 파일들 분리